# John Marco Allegro
John Marco Allegro (Londres, Inglaterra; 17 de febrero de 1923-Sandbach, 17 de febrero de 1988) fue un filólogo británico que saltó a la fama por su participación en el equipo encargado de estudiar, editar y traducir los Manuscritos del Mar Muerto. Allegro, la única persona no creyente de este equipo, entró pronto en conflicto con sus colegas, pues a diferencia de ellos era partidario de publicar lo antes posible los resultados de la investigación y dar acceso a otros investigadores independientes. La polémica se volvió acerba tras la publicación de El hongo sagrado y la cruz (1970), un libro cuya tesis principal sorprendió a todos e indignó a muchos: según Allegro, el personaje que los Evangelios llaman Jesús nunca tuvo existencia histórica, y es en realidad una forma de referirse en clave a la Amanita Muscaria, enteógeno que los esenios y otros grupos religiosos judíos utilizaban para entrar en comunión con la divinidad. La publicación de este libro acabó con su carrera y Allegro, a pesar de convertirse en una figura de culto para unos pocos, cayó en el descrédito, acusado de haber abandonado el método científico para enriquecerse con una propuesta sensacionalista e inverosímil. Su hija, Judith Anne Brown, ha defendido la probidad de su padre y la solidez de sus tesis en su libro John Marco Allegro: The Maverick of the Dead Sea Scrolls (2005).

## Biografía

### Carrera universitaria
Allegro participó en la Segunda Guerra Mundial en la armada inglesa. Tras la victoria aliada, en un primer momento pensó ordenarse como sacerdote metodista, pero finalmente eligió la filología. Se doctoró en Estudios Orientales por la Universidad de Mánchester y en 1953 se le invitó a participar en el equipo internacional que investigaba los Manuscritos del Mar Muerto. Al año siguiente se incorporó a la Universidad de Mánchester como profesor asistente de Filología Semítica Comparada, y se mantuvo en plantilla con sucesivos lectorados hasta 1970, en que se retiró para dedicarse a tiempo completo a la escritura. En 1961 el gobierno de Jordania lo nombró Consejero Honorario sobre los Manuscritos del Mar Muerto. 

### Trabajo sobre los Manuscritos del Mar Muerto
Los Manuscritos del Mar Muerto se escribieron entre los años 200 y 68 antes de Cristo, y contienen información sobre la vida y el pensamiento de una secta judía que vivió en esa época en Qumrán, junto al Mar Muerto, y a la que la mayor parte de los investigadores identifica con los esenios. Allegro pensaba que los manuscritos podrían ayudar a comprender el origen común de las tres religiones del Libro: el judaísmo, el cristianismo y el islam. A su juicio, los estudiosos de cada una de estas tradiciones debían estudiar su herencia común sin permitir que sus prejuicios religiosos entorpecieran la búsqueda de la verdad. 
Para que esta búsqueda en común de la verdad fuera posible, era necesario que todos tuvieran acceso a los textos. Allegro publicó con prontitud los textos que el equipo le había encomendado: su volumen (el quinto en la serie oficial de publicación de los manuscritos) vio la luz a comienzos de los 60. Allegro defendió que todos los textos debían publicarse con diligencia. Sin embargo, sus colegas adoptaron un enfoque distinto, y hasta 1991 apenas se publicó material original nuevo, dando pie a todo tipo de especulaciones, así como a las quejas de otros científicos. 
Allegro consideraba que era su deber promocionar los manuscritos. Sus libros, charlas y entrevistas buscaban prender el interés del público. En un primer momento, el resto del equipo apoyó sus esfuerzos, encaminados a conseguir una financiación estable para la investigación. Sin embargo, pronto se desmarcaron de las declaraciones de Allegro sobre los paralelismos entre los esenios y los primeros cristianos, que consideraban infundadas y orientadas a conseguir notoriedad. Le acusaron de buscar la controversia y descuidar el rigor científico.

### El Rollo de Cobre
La distancia entre Allegro y el resto del equipo aumentó con la controversia suscitada por la publicación del Rollo de Cobre, uno de los textos hallado en la Cueva 4 de Qumrán. A petición de las autoridades, Allegro procedió a abrir el rollo en Mánchester en 1956 e hizo una transcripción y traducción preliminar del contenido. Se trataba de un inventario de las posesiones más valiosas del Templo de Jerusalén, que habían sido escondidas en sesenta y cuatro puntos situados entre Jerusalén y Qumrán, probablemente tras el saqueo de Jerusalén en el año 70 después de Cristo. El equipo acusó a Allegro de filtrar información a la prensa y boicotear la publicación de la traducción oficial (que tendría lugar en 1962) al publicar la suya en 1960 (Treasure of the Copper Scroll). No se trataba solo de una disparidad de criterios sobre el ritmo de las publicaciones: Allegro consideraba que el manuscrito contaba hechos realmente sucedidos, mientras que el resto del equipo interpretaba el relato como una ficción ejemplarizante. En 1959, Allegro se desplazó a Palestina para localizar alguna de las piezas, pero no halló nada. En el año 2000, Judah K. Lefkovits reivindicó la interpretación de Allegro.
Cuando Allegro publicó en 1968 la traducción oficial de los materiales que el equipo le había asignado, Discoveries in the Judaean Desert of Jordan vol. V (1968), su aportación fue recibida con reticencia. John Strugnell, miembro también del equipo, dedicó al libro una larga reseña ('Notes en marge du volume V des ‘Discoveries in the Judaean Desert of Jordan’', Revue de Qumran 7 (1970): 163-276) en la que cuestiona la validez de muchos puntos de la traducción de Allegro.

### El hongo sagrado
Convencido de que la religión de los esenios era la matriz del cristianismo, Allegro señaló múltiples correspondencias, textuales e ideológicas, entre los Manuscritos y el Nuevo Testamento. Tanto el Maestro de Justicia como Cristo eran líderes mesiánicos que sufrían persecución y muerte. Apoyándose en algunos indicios de los manuscritos, Allegro interpretaba que el Maestro de Justicia también había sido crucificado. Esta vía de investigación disgustaba a los sacerdotes católicos del equipo y a la mayor parte de los portavoces de la Iglesia, que mantenían la visión ortodoxa de la misión de Cristo como un hecho único e histórico, descrito fielmente en los Evangelios. 
Allegro, en cambio, consideraba el Nuevo Testamento como una hábil fusión de materiales folclóricos, míticos, mágicos e históricos. Utilizando su habilidad como filólogo comparatista, buscó los orígenes de la terminología bíblica en la lengua sumeria, lo que le llevó a una reintepretación novedosa de muchos pasajes bíblicos. En su libro El hongo sagrado y la cruz intenta demostrar que el cristianismo es en origen una religión basada en el culto de la fertilidad, cuyo rito más importante es la ingestión de un enteógeno (la amanita muscaria) para entrar en comunión con Dios. 
Previendo el carácter polémico del libro, Allegro acudió para publicarlo a la isla de Man, cuyo sistema legal, a diferencia del británico, no consideraba delito la blasfemia. El libro supuso su tumba como investigador: sus detractores atacaron con virulencia no solo sus argumentos, sino su propia honestidad como investigador. La relación que Allegro proponía entre términos sumerios y hebreos entraba en conflicto con la evidencia de que se trataba de idiomas pertenecientes a familias lingüísticas distintas, y en algunos casos entrañaba la reconstrucción de palabras sumerias hipotéticas, no atestiguadas como tales, aunque sí conste evidencia de los elementos que las forman.
Los ataques llegaron desde muchos frentes. Allegro encontró un enemigo inesperado en R. Gordon Wasson, especialista en hongos enteógenos, que había defendido anteriormente la identificación del soma hindú con la amanita.
La polémica hizo que aportaciones posteriores de Allegro, como su libro Los Manuscritos del Mar Muerto y el mito cristiano (1979), fueran recibidas con escepticismo y hostilidad. En este libro tardío, Allegro examina el tema de la luz divina y su continuidad desde la religión solar egipcia hasta los gnósticos, pasando por el Nuevo Testamento. Vuelve a defender que Jesucristo es un personaje de ficción, construido a partir del Maestro de Justicia de los esenios.

### Reivindicación
Las propuestas de Allegro y su honestidad personal han sido reivindicadas tras su muerte por algunos autores. 
- Judith Anne Brown, hija de John Allegro, ha defendido la probidad de su padre y la solidez de sus tesis en su libro John Marco Allegro: The Maverick of the Dead Sea Scrolls (2005).

- Jan Irvin y Andrew Rutajit publicaron en 2006 Astroteología y chamanismo,[5] un libro que reivindica algunas de las tesis de Allegro y aduce en su favor nuevas evidencias iconográficas.

Según sus defensores, la actitud de Allegro hacia los Manuscritos del Mar Muerto debe enmarcarse dentro de la defensa de la libertad de expresión y del derecho de los investigadores a cuestionar las creencias religiosas vigentes. Allegro pensaba que la gente merecía conocer el origen real de su religión, y que ello la liberaría de sus ataduras y les induciría a pensar libremente, adoptando la responsabilidad de sus propias vidas.

## Obra

### Libros
- The Dead Sea Scrolls (1956)
- The Treasure of the Copper Scroll: the Openinig and Decipherment of the Most Mysterious of the Dead Sea Scrolls, a Unique Inventory of Buried Treasure (1960)
- Discoveries in the Judaean Desert of Jordan vol. V. Qumrân Cave 4.I (4Q158-4Q186) (1968)
- The Sacred Mushroom and the Cross (1970)
- The Dead Sea Scrolls and the Christian Myth (1979)

### Artículos
- 'Further Light on the History of the Qumran Sect', Journal of Biblical Literature75 (1956): 93
- 'Further Messianic References in Qumran Literature', Journal of Biblical Literature 75 (1956), pp. 174-76
- 'More Isaiah Commentaries from Qumran's Fourth Cave', Journal of Biblical Literature 77 (September 1958) 215-221
- 'Fragments of a Qumran Scroll of Eschatological Midrashim', Journal of Biblical Literature 75 (December 1956): 182-187; and 77 (December 1958): 350-354
- 'A Recently Discovered Fragment of a Commentary on Hosea from Qumran's Fourth Cave', Journal of Biblical Literature 78 (June 1959): 142-147
- 'An Unpublished Fragment of Essene Halakhah (4Q Ordinances)', Journal of Semitic Studies 6 (1961): 71-73
- 'More Unpublished Pieces of a Qumran Commentary on Nahum (4QpNah)', Journal of Semitic Studies 7 (1962): 304-308
- '"The Wiles of the Wicked Woman", a Sapiential Work from Qumran's Fourth Cave', Palestine Exploration Quarterly 96 (1964) 53-55
- 'An Astrological Cryptic Document from Qumran', Journal of Semitic Studies 9 (1964): 291-294
- 'Some Unpublished Fragments of Pseudepigraphical Literature from Qumran's Fourth Cave', Annual of Leeds University Oriental Society IV (1962-3), Leiden, 1964: 3-4.